# Terry Fanolua
Pas d'image ? Cliquez ici

a Compétitions nationales et continentales officielles uniquement.

b Matchs officiels uniquement.
Dernière mise à jour le 19 août 2018.
Terry Laauli Fanolua, né le 3 juillet 1974 à Moto'otua (Samoa), est un joueur de rugby à XV, qui joue avec l'équipe des Samoa, évoluant au poste de trois-quarts centre (1,83 m pour 93 kg).

## Carrière
En 2006, il dispute le Championnat anglais avec Gloucester, il a disputé plus de 200 matchs avec cette équipe inscrivant 34 essais pendant neuf saisons.
Il signe pour 2006-2007 avec le CA Brive.

### En club
- 1997-2006  : Gloucester RFC
- 2006-2008 : CA Brive
- 2008-2010 : Bugue Athletic Club (Championnat de France de 1re division fédérale)
- 2010-2013 : Soyaux Angoulême XV Charente Championnat de France de 2e division fédérale

### En équipe nationale
Il a eu sa première cape internationale le 7 juin 1996, à l’occasion d’un match contre l'équipe de Nouvelle-Zélande.

### Entraîneur
- Bugue Athletic Club (Championnat de France de 1re division fédérale) Depuis aout 2009
- Soyaux Angoulême XV Charente   Fédérale 2 . 2010-2013 entraîneur-joueur[2]

## Palmarès

### En équipe des Samoa
- 29 sélections avec  l'équipe des Samoa
- 7 essais (35 points)
- 1 fois capitaine en 2005
- Sélections par année : 2 en 1996, 1 en 1997, 3 en 1998, 2 en 1999, 5 en 2000, 7 en 2001, 1 en 2002, 4 en 2003, 4 en 2005.

### Coupe du monde
- 1999 : 2 sélections (Pays de Galles, Écosse).
- 2003 : 3 sélections (Uruguay, Géorgie, Angleterre).